# غاري سيوارد
غاري سيوارد (بالإنجليزية: Gary Seward)‏ هو مدرب كرة قدم ولاعب كرة قدم بريطاني في مركز الهجوم، ولد في 1 أكتوبر 1961 في بادنغتون في المملكة المتحدة. لعب مع كووبيون بالوسيورا ونادي بلاكبول.